# Stella Meghie
Stella Meghie est une réalisatrice, productrice et scénariste canadienne. Elle est notamment connue pour le film Everything, Everything tiré du roman éponyme et sorti en 2017.

## Filmographie
Réalisatrice
- 2012 : Recovering Undercover Over Lover (court métrage)
- 2016 : Jean of the Joneses
- 2017 : Everything, Everything
- 2020 : The Photograph (en)

Productrice
- 2022 : I Wanna Dance with Somebody de Kasi Lemmons